# Lineodes multisignalis
Lineodes multisignalis is een vlinder uit de familie van de grasmotten (Crambidae), uit de onderfamilie van de Spilomelinae. De wetenschappelijke naam van deze soort is voor het eerst gepubliceerd in 1871 door Herrich-Schäffer.
De soort komt voor in het zuiden van Florida en in Cuba.